# Partido judicial de Granadilla

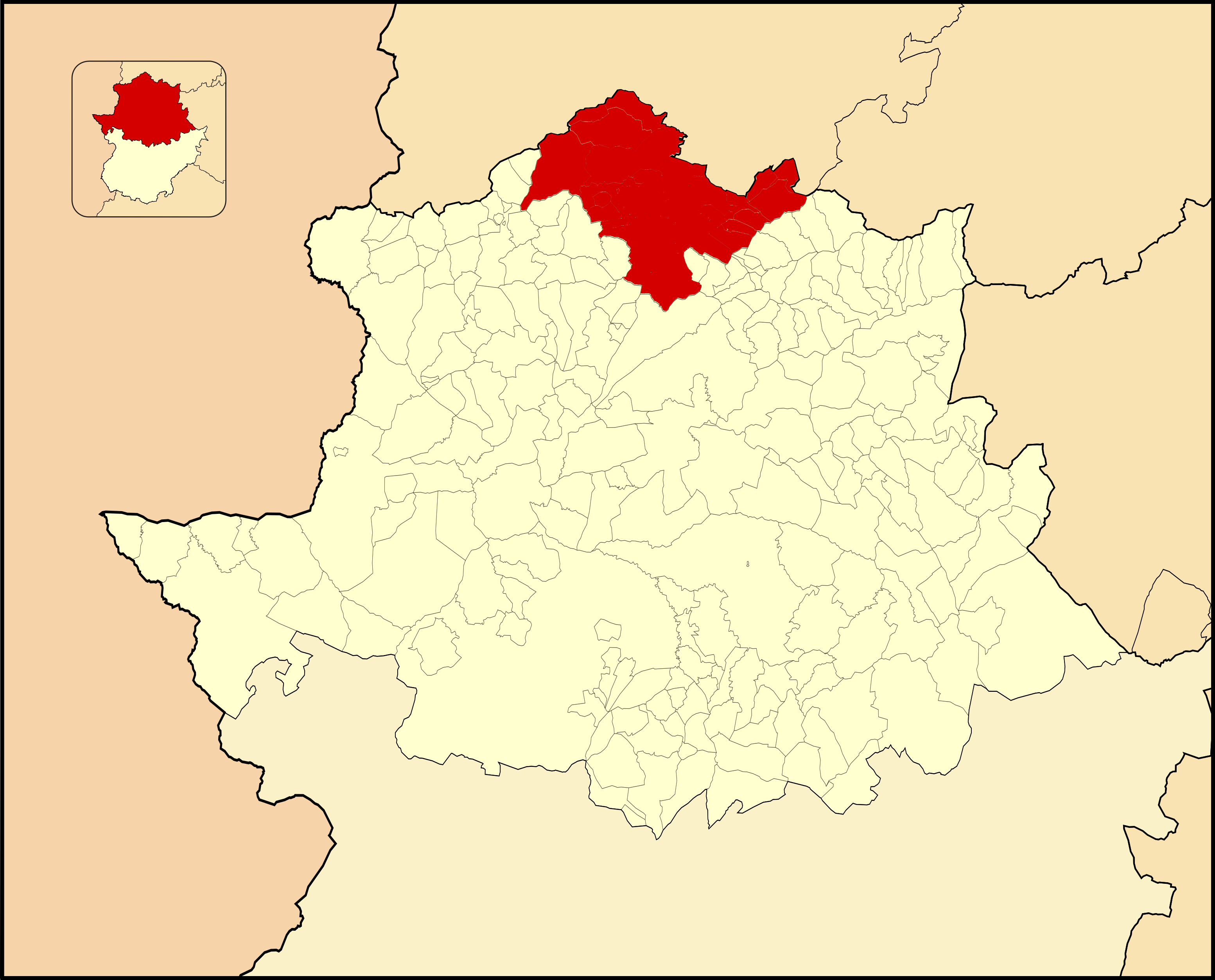
Partido judicial de Hervás en la provincia de Cáceres

El partido judicial de Granadilla o partido judicial de Hervás fue un partido judicial que existió en los siglos XIX y XX en el norte de la provincia de Cáceres en la región de Extremadura (España). La capital fue la actualmente despoblada villa de Granadilla durante el reinado de Isabel II, pasando posteriormente la capitalidad a la vecina villa de Hervás. En la actualidad, su territorio pertenece íntegramente al partido judicial de Plasencia.

## Historia
Estaba situado en el norte de la provincia, lindando con la provincia de Salamanca al norte y al este; al sur con el partido de Plasencia; al oeste con los partidos de Coria y de Gata. Inicialmente, su capital era Granadilla.
En enero de 1872, la capital del partido fue trasladada a Hervás por ser una localidad de mayor tamaño, pero un real decreto de julio del mismo año restableció en Granadilla la sede del registro de la propiedad y otro del mes de agosto restituyó la capital del partido en Granadilla, debido a las quejas de algunos municipios de que Hervás estaba situada muy lejos. Al año siguiente, instaurada la Primera República Española, el presidente del gobierno Francesc Pi i Margall decretó el regreso definitivo de la capital del partido a Hervás, alegando que para la administración de justicia es más importante ubicar los juzgados en el lugar más importante y no en el más céntrico. En 1876, siendo ya rey Alfonso XII, se restableció en Hervás la sede del registro de la propiedad.
La capital del partido en Hervás duró hasta 1988, cuando la Ley de Planta Judicial incluyó a Hervás en el partido judicial nº 4 de la provincia, con capital en Plasencia.

## Municipios
Pertenecían al partido los siguientes ayuntamientos:
- Abadía
- Aceituna
- Ahigal
- Aldeanueva del Camino
- Baños de Montemayor
- Bronco (integrado en Santa Cruz de Paniagua desde finales de siglo XIX)
- Caminomorisco
- Casar de Palomero
- Casares de las Hurdes (se separó de Nuñomoral poco después de 1840)
- Casas del Monte
- Cerezo
- La Garganta
- Gargantilla
- Granadilla (capital del partido entre 1834 y 1873; despoblado desde 1964)
- La Granja
- Guijo de Granadilla
- Hervás (capital del partido entre 1873 y 1988)
- Jarilla
- Ladrillar (se separó de Nuñomoral poco después de 1840; hasta principios de siglo XX tenía su capital en Cabezo)
- Marchagaz
- Mohedas de Granadilla
- Nuñomoral
- Palomero
- La Pesga
- Pinofranqueado
- Rivera Oveja (integrado en Casar de Palomero desde principios de siglo XX)
- Santa Cruz de Paniagua
- Santibáñez el Bajo (hasta 1964; después se integra en el partido judicial de Plasencia)[8]
- Segura de Toro
- Villanueva de la Sierra (hasta 1877; después se integra en el partido judicial de Coria)[9]
- Zarza de Granadilla

## Propuesta de comarca
El Ministerio de Agricultura, Alimentación y Medio Ambiente ha propuesto recuperar el antiguo partido judicial como comarca, con el nombre de "Comarca de Hervás".